# カルロス・バルデス (サッカー選手)
カルロス・エンリケ・バルデス・パラ（Carlos Enrique Valdés Parra、1985年5月22日 - ）は、コロンビア・サンティアゴ・デ・カリ出身の元プロサッカー選手。元サッカーコロンビア代表。現役時代のポジションはDF。

## 経歴

### クラブ
2005年にレアル・カルタヘナでプロデビュー。以来、コロンビア国内のクラブを渡り歩いた。
2011年1月20日、インデペンディエンテ・サンタフェからMLSのフィラデルフィア・ユニオンに1年間のレンタルで加入。シーズン開幕戦のヒューストン・ダイナモ戦で加入後初出場。第7節サンノゼ・アースクエイク戦ではそのプレーが高く評価され、週間ベストイレブンの一人に選ばれた。8月5日、フィラデルフィア・ユニオンに完全移籍。
2013年、古巣サンタフェにレンタルで復帰。その後、アルゼンチンのサン・ロレンソに再びレンタル移籍。2014 FIFAワールドカップ終了後に一旦フィラデルフィアに復帰し、2015年にウルグアイのナシオナル・モンテビデオにレンタル移籍。2015年2月、フィラデルフィアとの契約を解除した。
2017年、長期にわたる負傷から復帰しベネズエラのアトレティコ・ソコポに加入。

### 代表
2005年、U-20代表の一員として南米ユース選手権に参加、優勝を果たした。2005 FIFAワールドユース選手権にも参加した。
2008年にフル代表デビュー。主要大会では2014 FIFAワールドカップに参加した。

## 代表歴

### 出場大会
- コロンビア代表
  - 2014 FIFAワールドカップ

### 試合数
- 国際Aマッチ 17試合 2得点（2008年-2015年）[7]

| コロンビア代表 | 国際Aマッチ | 国際Aマッチ |
| 年             | 出場        | 得点        |
| -------------- | ----------- | ----------- |
| 2008           | 1           | 0           |
| 2009           | 0           | 0           |
| 2010           | 3           | 1           |
| 2011           | 0           | 0           |
| 2012           | 2           | 0           |
| 2013           | 6           | 1           |
| 2014           | 4           | 0           |
| 2015           | 1           | 0           |
| 通算           | 17          | 2           |

### 得点
| #  | 開催日        | 開催地             | 対戦国       | スコア | 最終結果 | 試合概要                    |
| -- | ------------- | ------------------ | ------------ | ------ | -------- | --------------------------- |
| 1. | 2010年5月30日 | ミルトン・キーンズ | ナイジェリア | 1–0    | 1–1      | 親善試合                    |
| 2. | 2013年3月22日 | バランキージャ     | ボリビア     | 2–0    | 5–0      | 2014 FIFAワールドカップ予選 |

## タイトル

### クラブ
アメリカ・デ・カリ
- カテゴリア・プリメーラA (1): 2008-II

インデペンディエンテ・サンタフェ
- コパ・コロンビア (1): 2009
- スーペルリーガ・コロンビアーナ (1): 2013

サン・ロレンソ
- コパ・リベルタドーレス (1): 2014

### 個人
- MLSオールスター・ゲームズ: 2012